# John Castle
| John Castle                               | John Castle                                       |
| Kattints az alábbi külső linkek egyikére! | Kattints az alábbi külső linkek egyikére!         |
| ----------------------------------------- | ------------------------------------------------- |
| Nem található szabad kép.(?)              |                                                   |
| külső link · jogvédett                    | A Nagyításban, David Hemmings-szel (1966)         |
| külső link · jogvédett                    | A Robotzsaru 3-ban (1993)                         |
| külső link · jogvédett                    | Lord Edgware az Agatha Christie-sorozatban (2000) |

John Castle, teljes születési nevén John Michael Frederick Castle (Croydon, Surrey, 1940. január 14. –) brit színpadi és filmszínész. Karakterszínészként angol és amerikai mozifilmekben és tévésorozatokban játszik.  Magyarországon is ismert nevezetes filmszerepei közé tartozik Bill alakítása Michelangelo Antonioni Nagyításában (1966), II. Geoffrey bretagne-i herceg alakja Az oroszlán télenben (1968), továbbá alakításai a La Mancha lovagjában (1972), a BBC televízió Én, Claudius sorozatában (1976) és a Robotzsaru 3.-ban (1993).

## Élete
A Brighton College-ba és a dublini Trinity College-ba járt, majd a londoni Royal Academy of Dramatic Art (RADA) színiakadémián szerzett színészi oklevelet 1964-ben.
A színpadon 1964. június 5-én debütált Lord Westmoreland szerepében, Shakespeare: V. Henrik c. drámájában, a londoni Regent’s Park szabadtéri színpadán. 1970 februárjában, 30 évesen a Broadway-n lépett fel, Jos szerepében, Tom Mankiewicz rövid életű Georgy című musicaljében.
Első jelentős mozifilmes szerepét Michelangelo Antonioni rendező 1966-os filmdrámájában, a Nagyításban kapta, a főszereplő David Hemmings művészbarátját, Billt alakította.
1967-ben a Patrick McGoohan által rendezett The Prisoner című tévésorozatban rokonszenves börtönőrként („No.12.”) jelent meg. 1968-ban Anthony Harvey rendező Az oroszlán télen című történelmi filmdrámájában a királyi apja ellen intrikáló Gottfried herceget játszotta; a főszereplő Peter O’Toole, Katharine Hepburn és a fiatal Anthony Hopkins mellett. Castle filmszerepeinek sorában a kritika ezt értékelte a legjobbnak.
Az 1972-es Antony and Cleopatra című történelmi filmdrámában, amelynek Charlton Heston volt a rendezője és címszereplője is, Castle játszotta Octavius Caesar szerepét, aki Julius Caesar örököseként elfoglalja Egyiptomot. Hasonlóan sikeres szerepet, Postumus Agrippát alakította a BBC 1976-os Én, Claudius című klasszikus tévésorozatában, melyet Herbert Wise rendezett Robert Graves azonos című regénye alapján. Újkori történelmi személyeket is sikerrel jelenített meg: az 1972-es Lillie című romantikus tévésorozatban Lajos Ferenc battenbergi herceget, a 2000-es Holocaust on Trial című dokumentarista tévéfilmben a holocaust-tagadó David Irving történészt alakította.
Az 1977–1983 között sugárzott The Professionals című kemény bűnügyi tévésorozat első két évadában (1978) Castle két teljesen különböző karaktert alakított: a „Heroes” epizódban (S1E5) egy Tommy McKay nevű titkosszolgálati tisztet, a „Man Without a Past” epizódban viszont az alvilág bérgyilkosát, Peter Crabbét testesítette meg.
Az ITV-Granada tévétársaság Sherlock Holmes-sorozatában Carruthers-t, a „tiszteletre méltó szellemi bűnözőt” testesítette meg (A magányos kerékpáros című részben, 1984). Egy 1991-es önálló angol–amerikai Sherlock Holmes-mozifilmben, az Ötös szövetségben Nigel Saint-Claire-t alakította, a címszereplő Charlton Heston mellett (a filmet Heston fia, Fraser C. Heston rendezte).
Az Agatha Christie: Miss Marple történetekből készült tévésorozat két filmjében is a szigorú Craddock rendőrfelügyelőt alakította, előbb az 1985-ös háromrészes Gyilkosság meghirdetve címűben (rendező David Giles), majd az 1992-es A kristálytükör meghasadt címűben (rendezte Norman Stone).

Az ITV Studios által gyártott Agatha Christie: Poirot tévésorozat egyik filmjében, a 2000-ben sugárzott Lord Edgware halála címűben a címszereplő Lord Edgware szerepét vitte. 
Castle több más angol kosztümös és bűnügyi kalandfilmsorozatban is megjelent, így az 1975-ös Ben Hall-ban és az 1986-os Lost Empires-ban (utóbbiban főszerepet vitt, Colin Firth mellett). Szerepelt az 1993-as Robotzsaru 3. c. amerikai science-fiction akciófilmben. Hidegvérű, számító gyilkos üzletembert alakított a Kisvárosi gyilkosságok sorozat A Király Kristály című epizódjában (S10E3, 2007).
Színpadi alakításai között megemlítendő Oswald szerepe Ibsen: Kísértetek című drámájában, a Royal Shakespeare Company 1967-es előadásában. 1982-ben címszerepet játszott Guerney Campbell: Gandhi című színművében, mely Mahatma Gandhi életéről szólt, Peter Stevenson rendezésében, a londoni Tricycle Theatre színházban.

Maggie Wadey írónővel él házasságban.

## Főbb filmszerepei
- 1965: Volpone; tévésorozat; Bonario
- 1966: Nagyítás (Blow-Up); Bill
- 1968: Az oroszlán télen (The Lion in Winter); II. Gottfried breton herceg
- 1969: The Promise; Marat Jesztignyejev
- 1970: Conceptions of Murder; tévésorozat; Miles Giffard
- 1972: Antony and Cleopatra; Octavius Caesar
- 1972: The Shadow of the Tower; tévésorozat; Thomas Flamank
- 1972: La Mancha lovagja (Man of La Mancha); Sanson Carrasco / a herceg
- 1975: The Fight Against Slavery; tévé-minisorozat; John Newton tiszteletes
- 1975: Ben Hall; tévé-minisorozat; Frank Gardiner
- 1976: Én, Claudius (I, Claudius); tévé-minisorozat; Agrippa Postumus
- 1976: Eliza Fraser; Rory McBride kapitány
- 1976: The New Avengers; tévésorozat; „Mad Jack” Miller ezredes
- 1977: The Three Hostages; tévéfilm; Dominick Medina
- 1978: Lillie; tévé-minisorozat; Lord Louis Mountbatten
- 1979: Sasszárny (Eagle’s Wing); pap
- 1984: Sherlock Holmes kalandjai (Sherlock Holmes); tévésorozat; A magányos kerékpáros c. epizód; Carruthers
- 1980–1984: Meghökkentő mesék (Tales of the Unexpected); tévésorozat; Derek Johnstone / John Burge
- 1984: János király (The Life and Death of King John); tévéfilm; Salisbury grófja
- 1985: Gyilkosság meghirdetve (Miss Marple: A Murder Is Announced); tévé-minisorozat; Craddock detektív-felügyelő
- 1985: Dávid király (King David); Abnér, Saul király hadvezére
- 1985: Mystery!; tévésorozat; Carruthers
- 1986: Lost Empires; tévésorozat; Nick Ollanton
- 1987: The Bretts; tévésorozat; Sándor László
- 1989: Brókerek, avagy a pénz megszállottjai (Dealers); Frank Mallory
- 1991: Inspector Morse; tévésorozat; Tony Doyle
- 1991: Ötös szövetség (The Crucifer of Blood); tévéfilm; Neville St. Claire
- 1992: A kristálytükör meghasadt (Miss Marple: The Mirror Crack’d from Side to Side); tévéfilm; Craddock detektív-felügyelő
- 1993: Robotzsaru 3. (RoboCop 3); Paul McDaggett
- 1993: Egy apáca szerelme (Storia di una capinera); Giuseppe
- 1995: Little Lord Fauntleroy; tévésorozat; Mr. Havisham
- 1996: Merisairas (Seasick); Josif Mantz főmérnök
- 1997: A szívsebész (The Heart Surgeon); tévéfilm; Charlie Hawkesmore
- 1997: The Ruth Rendell Mysteries; tévésorozat; Mark
- 1998: Wycliffe; tévésorozat; Selby
- 1998: The Cater Street Hangman; tévéfilm; Prebble tiszteletes
- 2000: Agatha Christie: Poirot; tévésorozat; Lord Edgware halála c. epizód; Lord Edgware (1989)
- 2000: The Holocaust on Trial; tévéfilm; David Irving
- 2000: Nova; dokuemtum-tévésorozat; David Irving
- 2001: A néma szemtanú (Silent Witness); tévésorozat; Craig püspök
- 2001: Őfelsége kapitánya: A megtorlás (Hornblower: Retribution); tévéfilm; Collins kapitány
- 2003: Istenek és katonák (Gods and Generals); Old Penn
- 2004: Baleseti sebészet (Casualty); Brian „Bullet” Taylor
- 2004: Murder City; tévésorozat; Mark Purves
- 2006: Kémvadászok (Spooks); tévésorozat; Jocelyn Myers
- 2006: A Harlot’s Progress; tévéfilm; Sir John Gonson
- 2007: Kisvárosi gyilkosságok (Midsomer Murders); King’s Crystal c. epizód; Charles King
- 2008: A Touch of Frost; tévésorozat; Charlie Collingham
- 2012: I against I; Tommy Carmichael
- 2016: Ki vagy, doki? (Doctor Who: The Novel Adaptations (Podcast sorozat); Edmund Trevithick (hangja)

## További információ
- John Castle a PORT.hu-n (magyarul)
- John Castle az Internetes Szinkronadatbázisban (magyarul)
- John Castle az Internet Movie Database-ben (angolul)
- John Castle a Rotten Tomatoeson (angolul)
- John Castle az AlloCiné weboldalán (franciául)
- John Castle (angol nyelven). famousfix.com. (Hozzáférés: 2024. június 10.)
- John Castle (német nyelven). Filmdienst.de
- John Castle (magyar nyelven). MAFAB.hu